# Carazo (departement)
Carazo är ett departement i västra Nicaragua, strax sydväst m huvudstaden Managua. De största städerna i departementet är San Marcos, Diriamba och huvudstaden Jinotepe. Regionen är mestadels bergig, upp till cirka 800 m ö.h. Regionen gränsar i väster till Stilla Havet.
I regionen bor det drygt 180 000 människor (2006).

## Kommuner
Departementet har åtta kommuner (municipios):
- Diriamba
- Dolores
- El Rosario
- Jinotepe
- La Conquista
- La Paz de Oriente
- San Marcos
- Santa Teresa